# کارن پرسی
کارن پرسی (انگلیسی: Karen Percy؛ زادهٔ ۱۰ اکتبر ۱۹۶۶) اسکی‌باز آلپاین اهل کانادا است. وی بین سال‌های ۱۹۷۹ تا ۱۹۹۰ میلادی فعالیت می‌کرد.
وی در مسابقات کشوری و بین‌المللی در مجموع برندهٔ ۱ مدال نقره، ۲ مدال برنز شده‌است.